# Emplectonema intestinalis
Emplectonema intestinalis är en djurart som tillhör fylumet slemmaskar, och som beskrevs av Friedrich 1958. Emplectonema intestinalis ingår i släktet Emplectonema och familjen Emplectonematidae. Inga underarter finns listade i Catalogue of Life.